# Voices (Alice in Chains)
Voices è un singolo del gruppo rock statunitense Alice in Chains pubblicato nel 2013, terzo estratto dall'album The Devil Put Dinosaurs Here (2013).

## Tracce
CD
1. Voices – 4:47 (Jerry Cantrell)

## Formazione
- Jerry Cantrell – voce, chitarra
- William DuVall – seconda voce, chitarra ritmica
- Sean Kinney – batteria
- Mike Inez – basso